# Emblemata

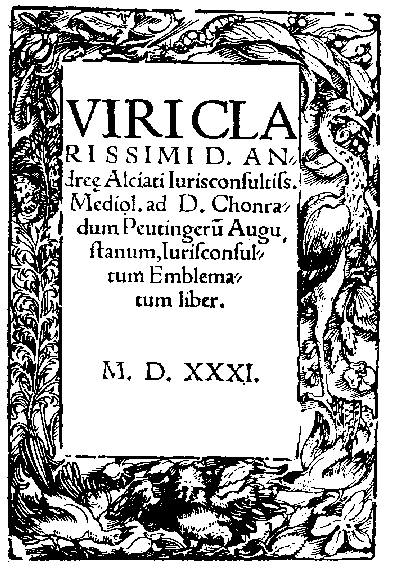
Pàgina del títol del llibre Emblematum liber d'Andrea Alciato (1531)

Conegut simplement com els "Emblemata", aquest llibre d'emblemes d'Andrea Alciato aparegué a Augsburg (Alemanya) l'any 1531 sota el títol Viri Clarissimi D. Andreae Alciati Iurisconsultiss. Mediol. Ad D. Chonradum Peutingerum Augustanum, Iurisconsultum Emblematum Liber. Produït per impressor Heinrich Steyner, la primera edició (no autoritzada) constava d'un manuscrit de poemes en llatí que Andrea Alciato havia dedicat al seu amic, Conrad Peutinger, i que havia circulat amb els seus companys. L'edició de 1531 fou seguit per la de 1534, aquesta autoritzada per Alciato, publicada a París per Christian Wechel, que aparegué sota el títol Andreae Alciati Emblematum Libellus ("Llibret d'emblemes d'Andrea Alciato"). La paraula "emblemata" és el plural del grec "emblema", que vol dir una peça d'un mosaic o ornament: en el seu pròleg a Peutinger, Alciato descriu els seus emblemes com una recreació erudita, un passatemps per humanistes.
Hi havia centes d'edicions del llibre, a vegades amb comentaris, com la del Brocense. L'obra d'Alciato va produir centenars d'imitacions per tot Europa, incloent-hi un llibre d'emblemes en català, l'Atheneo de grandesa de Josep Romaguera i una traducció al castellà de Bernardo Daza Pinciano, Los emblemas de Alciato traducidos en rimas españolas.
Poetes catalans com Pere Serafí i Francesc Fontanella van escriure emblemes (però sense imatges).